# تحويل جيب التمام المتقطع

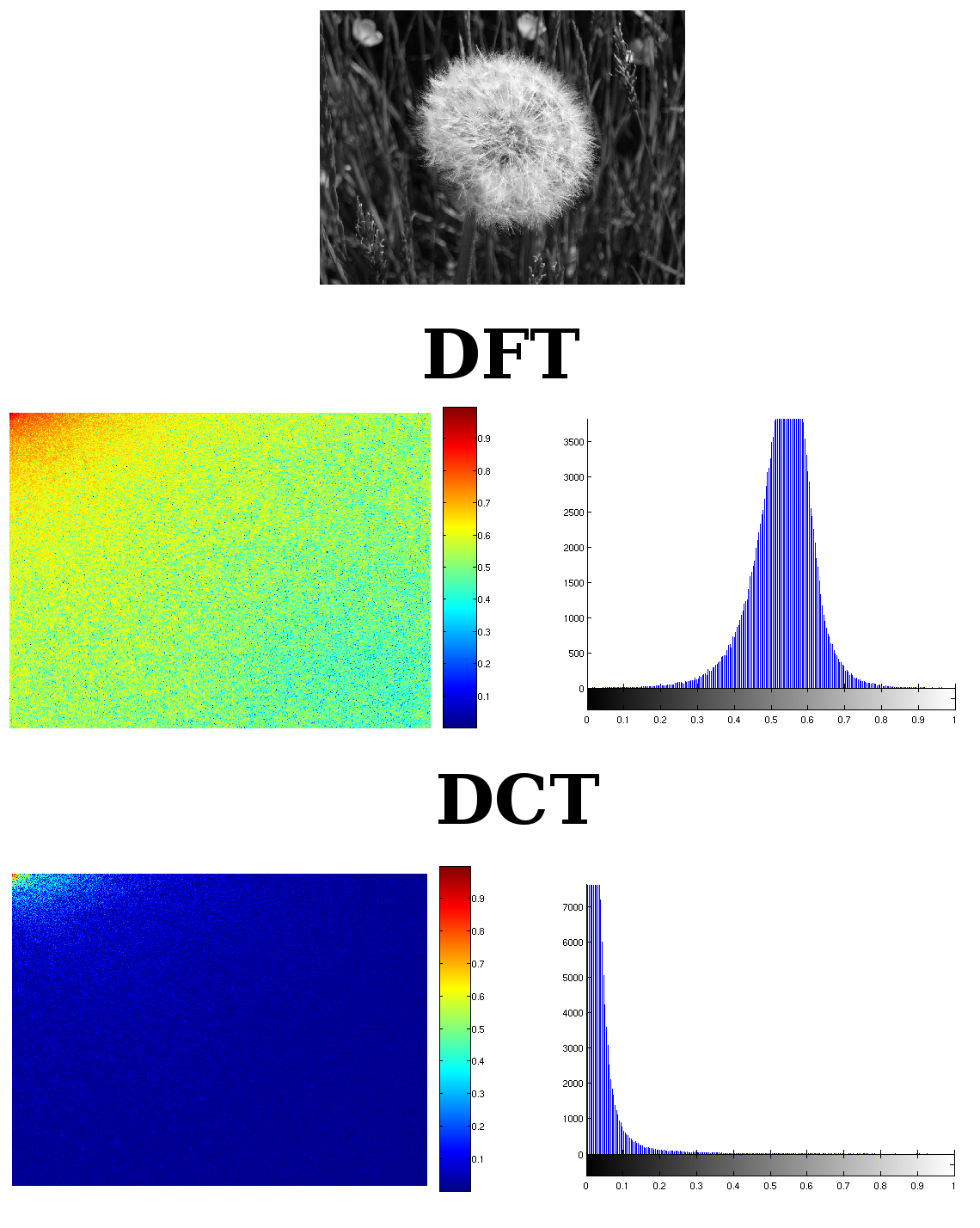

يعبر تحويل جيب التمام المتقطع  (بالإنجليزية: Discrete cosine transform)‏ اختصاراً DCT، عن سلسلة محددة من نقاط البيانات من حيث مجموع توابع جيب التمام المتذبذب على ترددات مختلفة. إن دي سي تي، الذي اقترحه ناصر أحمد لأول مرة في عام 1972، هو تقنية تحويل تستخدم على نطاق واسع في معالجة الإشارة وضغط البيانات. يُستخدم في معظم الوسائط الرقمية، بما في ذلك الصور الرقمية (مثل JPEG وHEIF، والتي يمكن فيها التخلص من المكونات الصغيرة عالية التردد) والفيديو الرقمي (مثل MPEG وإتش.26إكس)، والصوت الرقمي (مثل دولبي ديجيتال وإم بي 3 وإيه إيه سي)، والتلفزيون الرقمي (مثل التلفاز قياسي الدقة (إس دي تي في) والتلفاز عالي الدقة (إتش دي تي في) والفيديو عند الطلب (في أو دي))، والراديو الرقمي (مثل إيه إيه سي بلس ودي إيه بي بلس)، وترميز الكلام (مثل إيه إيه سي-إل دي وسايرن وأوبوس). تعد عمليات تحويل جيب التمام المتقطع مهمة أيضًا للعديد من التطبيقات الأخرى في العلوم والهندسة، مثل معالجة الإشارة الرقمية، وأجهزة الاتصالات، وتقليل استخدام عرض الحزمة للشبكة، والطرق الطيفية للحل العددي للمعادلات التفاضلية الجزئية.
يعد استخدام جيب التمام بدلاً من الجيب أمرًا ضروريًا للضغط، إذ اتضح (كما هو موضح أدناه) أن هناك حاجة لتوابع جيب التمام أقل لتقريب إشارة نموذجية، بينما في المعادلات التفاضلية يعبر جيب التمام عن اختيار معين للشروط الحدية. على وجه الخصوص، دي سي تي عبارة عن تحويل ذات صلة بتحويل فورييه يشبه تحويل فورييه المتقطع (دي إف تي)، ولكن باستخدام أعداد حقيقية فقط. ترتبط تحويلات دي سي تي عمومًا بمعاملات سلسلة فورييه ذات التسلسل الممتد الدوري والمتماثل في حين ترتبط تحويلات دي إف تي بمعاملات سلسلة فورييه ذات التسلسل الممتد بصورة دورية. تعادل تحويلات دي سي تي تقريبًا ضعف طول تحويلات دي إف تي، وتعمل على بيانات حقيقية مع تناظر زوجي (لأن ناتج تحويل فورييه لتابع حقيقي وزوجي هو تابع حقيقي وزوجي)، في حين أنه في بعض الأشكال من التحويل يُزاح الدخل والخرج أو أحدهما بمقدار نصف عينة. هناك ثمانية أشكال دي سي تي قياسية، أربعة منها شائعة.
الشكل الأكثر شيوعًا لتحويل جيب التمام المتقطع هو دي سي تي النوع الثاني، والذي يُسمى غالبًا فقط «دي سي تي». كان هذا هو دي سي تي الأصلي، الذي اقترحه ناصر أحمد لأول مرة في عام 1972. وغالبًا ما يطلق على عكسه، النوع دي سي تي النوع الثالث، ومثل النوع الثاني عادةً ما يدعى ببساطة «دي سي تي معكوس» أو «آي دي سي تي». هناك تحويلان مرتبطان ب (دي سي تي) هما تحويل الجيب المتقطع (دي إس تي)، وهو ما يعادل دي إف تي من توابع حقيقية وفردية، وتحويل جيب التمام المتقطع المعدل (إم دي سي تي)، المبني على دي سي تي من بيانات متداخلة. يُطور دي سي تي متعدد الأبعاد (إم دي دي سي تي إس) لتوسيع مفهوم دي سي تي على إشارات إم دي. هناك العديد من الخوارزميات لحساب إم دي دي سي تي. تُطور مجموعة متنوعة من الخوارزميات السريعة لتقليل التعقيد الحسابي لتنفيذ دي سي تي. أحد هذه الخوارزميات هو دي سي تي الصحيح (إنت دي سي تي)، وهو تقريب صحيح من دي سي تي القياسي، المستخدم في العديد من المعايير الدولية مثل أيزو/آي إي سي وآي تي يو-تي.
الضغط باستخدام دي سي تي، المعروف أيضًا باسم ضغط الكتلة، يضغط البيانات في مجموعات من كتل دي سي تي المتقطعة. يمكن أن تكون كتل دي سي تي بأحجام مختلفة، بما في ذلك 8×8 بكسل بالنسبة ل دي سي تي القياسي، وأحجام متنوعة ل دي سي تي الصحيح تتفاوت بين 4x4 و3232x بكسل. لدى دي سي تي خاصية «ضغط للطاقة» قوية، قادرة على تحقيق جودة عالية مع نسب عالية لضغط البيانات. ولكن، يمكن أن تظهر تشوهات الضغط الصنعية البلوكية عند تطبيق ضغط دي سي تي كثيف.

## تاريخ
كان ناصر أحمد أول من ابتكر تحويل جيب التمام المتقطع (دي سي تي)، أثناء عمله في جامعة ولاية كنساس، واقترح هذا المفهوم على مؤسسة العلوم الوطنية في عام 1972. كان ينوي في الأصل استخدام دي سي تي لضغط الصور. طور أحمد خوارزمية دي سي تي عملية مع طالب الدكتوراه تي. ناتاراجان وصديقه كي. ر. راو في جامعة تكساس في أرلينغتون في عام 1973، ووجدوا أنه كان الخوارزمية الأكثر كفاءةً لضغط الصور. قدموا نتائجهم في ورقة بحثية في يناير 1974، بعنوان «تحويل جيب التمام المتقطع». ووصف ما يعرف الآن دي سي تي النوع الثاني (دي سي تي-2)، وكذلك النوع الثالث معكوس دي سي تي (آي دي سي تي). كان منشورًا قياسيًا، وأُشيد بالمنشور باعتباره تطورًا أساسيًا بالنسبة لآلاف الأعمال البحثية منذ نشره. لُخصت الأعمال البحثية الأساسية والأحداث التي أدت إلى تطوير دي سي تي في منشور لاحق من قبل أحمد، في منشور بعنوان «كيف توصلت إلى تحويل جيب التمام المتقطع».
منذ تقديمه في عام 1974، كان هناك بحث مهم حول دي سي تي. في عام 1977، نشر وين-هسيونج تشن ورقة مع سي. هاريسون سميث وستانلي سي. فراليك قدمت خوارزمية دي سي تي سريعة، وقام بتأسيس مخابر الضغط لتسويق تكنولوجيا دي سي تي. تشمل التطويرات الأخرى ورقة عام 1978 من إعداد إن.جاي. ناراسينها وإس.سي فراليك، وورقة عام 1984 من إعداد بي.جي لي. هذه الأوراق البحثية، إلى جانب ورقة أحمد الأصلية عام 1974 وورقة تشن 1977، أشار إليها مجموعة خبراء التصوير المشترك كأساس لخوارزمية ضغط الصورة جيه بي إيه جي ذي الخسارة في عام 1992.
في عام 1975، قام جون إيه. رويس وجنر إس. روبنسون بتبني دي سي تي من أجل تشفير الفيديو معوض الحركة بين الإطارات. قاموا بتجربة دي سي تي وتحويل فورييه السريع (إف إف تي)، وتطوير برامج تشفير هجينة بين الأطر لكليهما، ووجدوا أن دي سي تي هو الأكثر كفاءةً نظرًا لانخفاض تعقيده، وهو قادر على ضغط بيانات الصورة إلى 0.25 بت لكل بكسل وذلك لمشهد مهاتفة فيديوية بجودة صورة يمكن مقارنتها مع مشفر داخل الإطار يتطلب 2 بت لكل بكسل. طُبق دي سي تي على تشفير الفيديو بواسطة وين-هسيونج تشن، الذي طور خوارزمية دي سي تي سريعة مع سي. هاريسون سميث وستانلي سي. فراليك في عام 1977، وأسسوا شركة مخابر الضغط لتسويق تكنولوجيا دي سي تي. في عام 1979، طور كل من أنيل كي. جين جاسوانت وآر. جين ضغط فيديو دي سي تي معوض للحركة، والذي يدعى أيضًا كتل تعويض الحركة. قاد ذلك تشن إلى تطوير خوارزمية عملية لضغط الفيديو، وتسمى تقنية تعويض الحركة دي سي تي أو ترميز المشهد التكيفي، في عام 1981. أصبح دي سي تي معوض الحركة لاحقًا تقنية الترميز القياسية لضغط الفيديو اعتبارًا من أواخر الثمانينيات من القرن العشرين وما بعدها.

## التطبيقات
من أشهر تطبيقات هذا التحويل خوارزميات ضغط جيه بيه إيه جي (JPEG) وإم بي إي جي (MPEG) وأم بي 3 (MP3).